# Xujiadu (köpinghuvudort i Kina, Jiangxi Sheng, lat 28,25, long 114,70)
Xujiadu är en köpinghuvudort i Kina. Den ligger i provinsen Jiangxi, i den sydöstra delen av landet, omkring 130 kilometer sydväst om provinshuvudstaden Nanchang. Antalet invånare är 21 821. Befolkningen består av 10 534 kvinnor och 11 287 män. Barn under 15 år utgör 23,0 %, vuxna 15-64 år 65 %, och äldre över 65 år 10,0 %.
Runt Xujiadu är det tätbefolkat, med 257 invånare per kvadratkilometer. Närmaste större samhälle är Xinchang, 17,7 km norr om Xujiadu. I omgivningarna runt Xujiadu växer huvudsakligen savannskog.
Genomsnittlig årsnederbörd är 2 214 millimeter. Den regnigaste månaden är maj, med i genomsnitt 382 mm nederbörd, och den torraste är oktober, med 45 mm nederbörd.